# 天理幼稚園
天理幼稚園（てんりようちえん）は、奈良県天理市三島町にある私立幼稚園。

## 沿革
- 1925年（大正14年） - 天理教婦人会により天理幼稚園設立。それ以前の歴史については、天理高等学校の項を参照。

## 特徴
天理教の学校であるため、登降園の際には天理教教会本部への参拝がある。

## 関連学校
- 天理小学校
- 天理中学校
- 天理高等学校
- 天理大学